# August Albrecht (Polizist)
August Albrecht (* 14. Oktober 1813 in Heiligenstadt; † 22. März 1886 in Hofgeismar) war ein deutscher Polizist und Ehrenbürger von Kassel.

## Leben
August Albrecht leistete 10 ¼ Jahre Militärdienst und war danach 2 ¼ Jahre Polizeikommissar in Naumburg an der Saale. Von 1836 bis 1847 war er Polizeiinspektor in Halle an der Saale, wo er am 27. Juli 1858 zum Polizeirat ernannt wurde. 1867 wurde er kommissarischer Chef der Polizeidirektion Göttingen. Am 22. April 1868 wurde er Polizeipräsident in Kassel. Dieses Amt hatte er fast 20 Jahre bis zu seinem Rücktritt am 3. Oktober 1885 inne. Am 1. November 1885 trat er in den Ruhestand.
Er wurde 1885 zum Ehrenbürger von Kassel ernannt. Daneben war er Träger des Roten Adlerordens III. Klasse mit Schleife und des Herzoglich Sachsen-Ernestinischen Hausordens.
August Albrecht war mit Emma geborene Grohmann (* 30. Mai 1825; † 8. September 1883) verheiratet.